# Atractus balzani
Atractus balzani este o specie de șerpi din genul Atractus, familia Colubridae, descrisă de Boulenger 1898. Conform Catalogue of Life specia Atractus balzani nu are subspecii cunoscute.